# Хамзик, Донни
Донни Хамзик (англ. Donnie Hamzik) — барабанщик из США, наиболее известный как участник группы Manowar c 1981 по 1983 и принимавший участие в записи дебютного альбома группы — Battle Hymns. В 2009 году, незадолго до смерти Скотта Коламбуса, Донни вернулся в Manowar.
В 2005 году Донни Хамзик принял участие в концерте Manowar на фестивале Earthshaker, где играл на ударных во время исполнения двух песен.
В 2009 году Донни вновь присоединился к группе для участия в концертах и принял участие в записи EP группы Thunder In The Sky, но тем не менее долгое время не было анонсировано, становится ли Хамзик новым ударником группы или остается сессионным музыкантом. 15 октября 2010 года  Джоуи Де Майо подтвердил, что Донни официально вернулся в группу после 26-летнего отсутствия.
В 2017 году Manowar заменил Хамзика бразильским барабанщиком Маркусом Кастеллани.

## Дискография

### Manowar
- Battle Hymns (1982)
- Die with Honor (2008)
- Thunder in the Sky (2009)
- Hell on Earth V (2009)
- Battle Hymns MMXI (2010)
- The Lord of Steel (2012)
- The Lord of Steel Live (2013)
- Kings of Metal MMXIV (2014)